# Livrée (uniforme)
Pour les articles homonymes, voir Livrée.

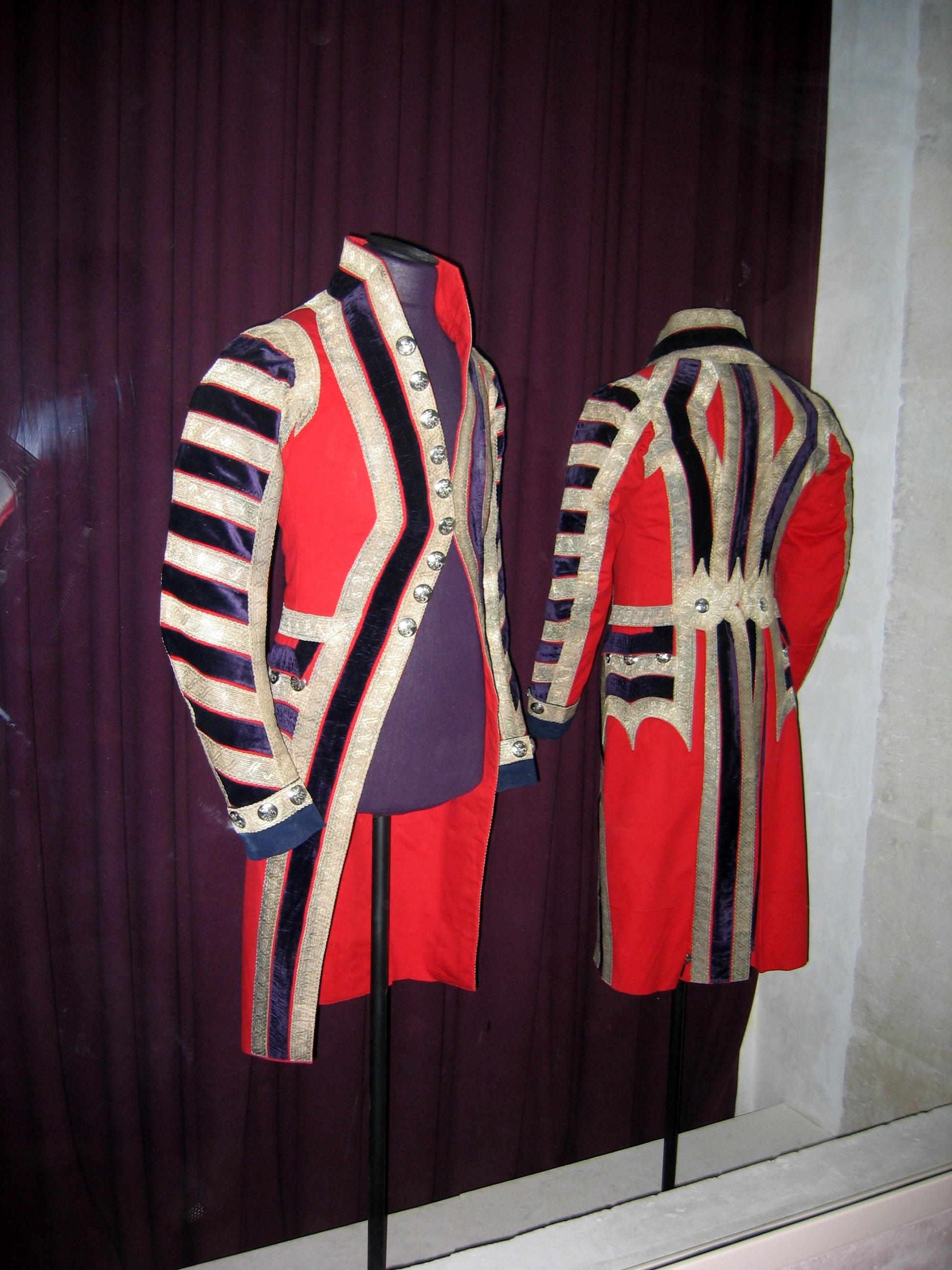
Tenue des domestiques, petit Trianon.

Une livrée est l'ensemble des couleurs uniformes que doivent porter le personnel ou les officiers d'une puissance politique ou d'une famille pour marquer leur appartenance. Les consuls, échevins, gardes ou archers d'une ville portent la livrée de la municipalité. Des ordonnances royales plusieurs fois renouvelées faisaient obligation aux écuyers, domestiques et officiers de porter la livrée ou les couleurs de leur seigneur, de leur maître ou de leur compagnie. Les soldats portent la livrée uniforme de leur régiment.
La livrée consiste au minimum en des bandes d'étoffes de couleurs placées sur le pourtour des pièces du costume, des poches ou des boutonnières. Les couleurs des livrées sont souvent celles du blason de la famille, de la compagnie, de la ville ou de la province. Il était interdit de prendre une combinaison de couleur déjà utilisée : les livrées faisaient l'objet de la même protection comme propriété que les noms, les blasons ou les marques. 
Le terme livrée ne s'utilise plus que pour les sociétés d'Ancien Régime. Il a été remplacé par celui d'uniforme.

## Galerie

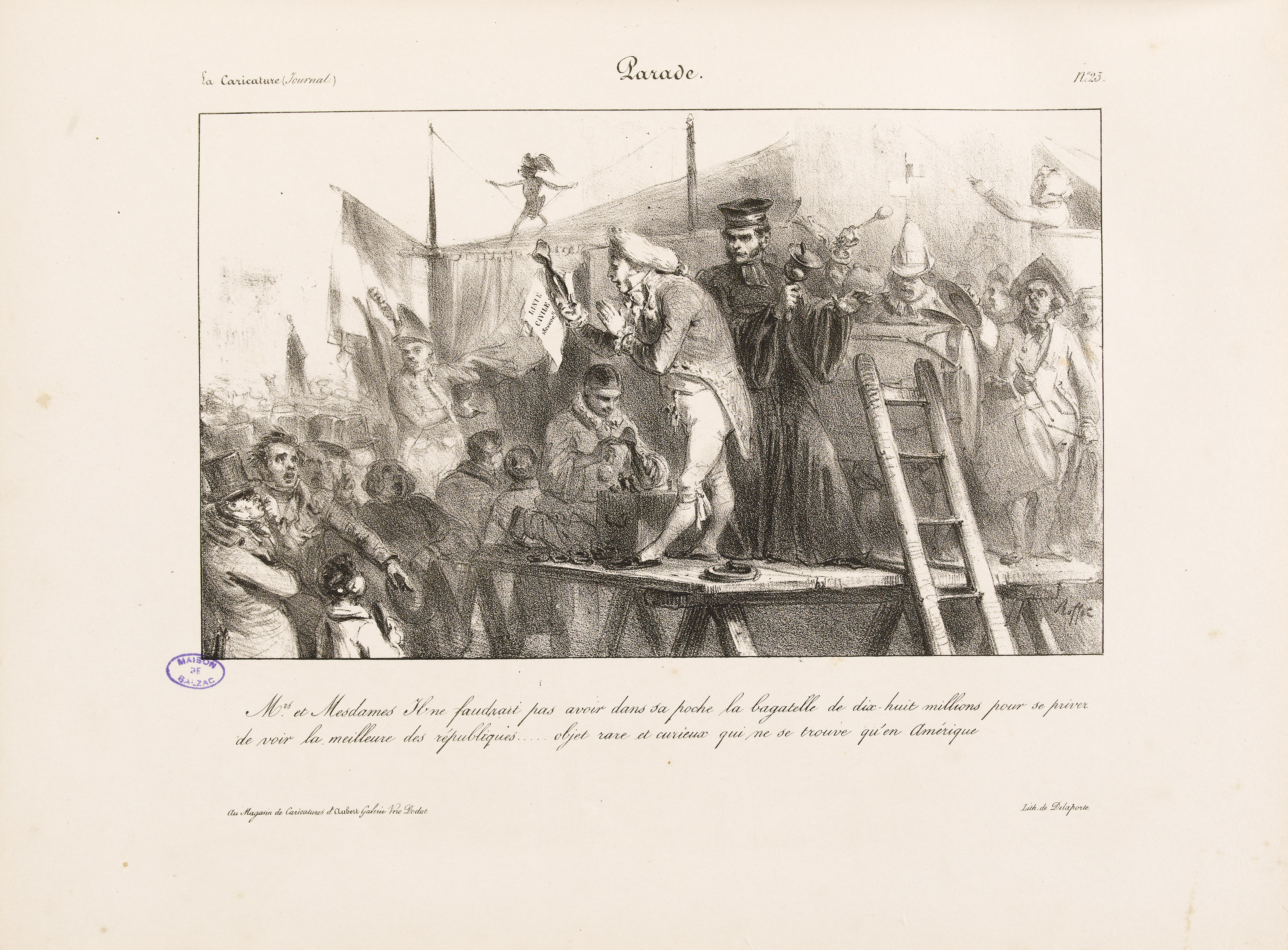
Laquais en livrée de la cour britannique
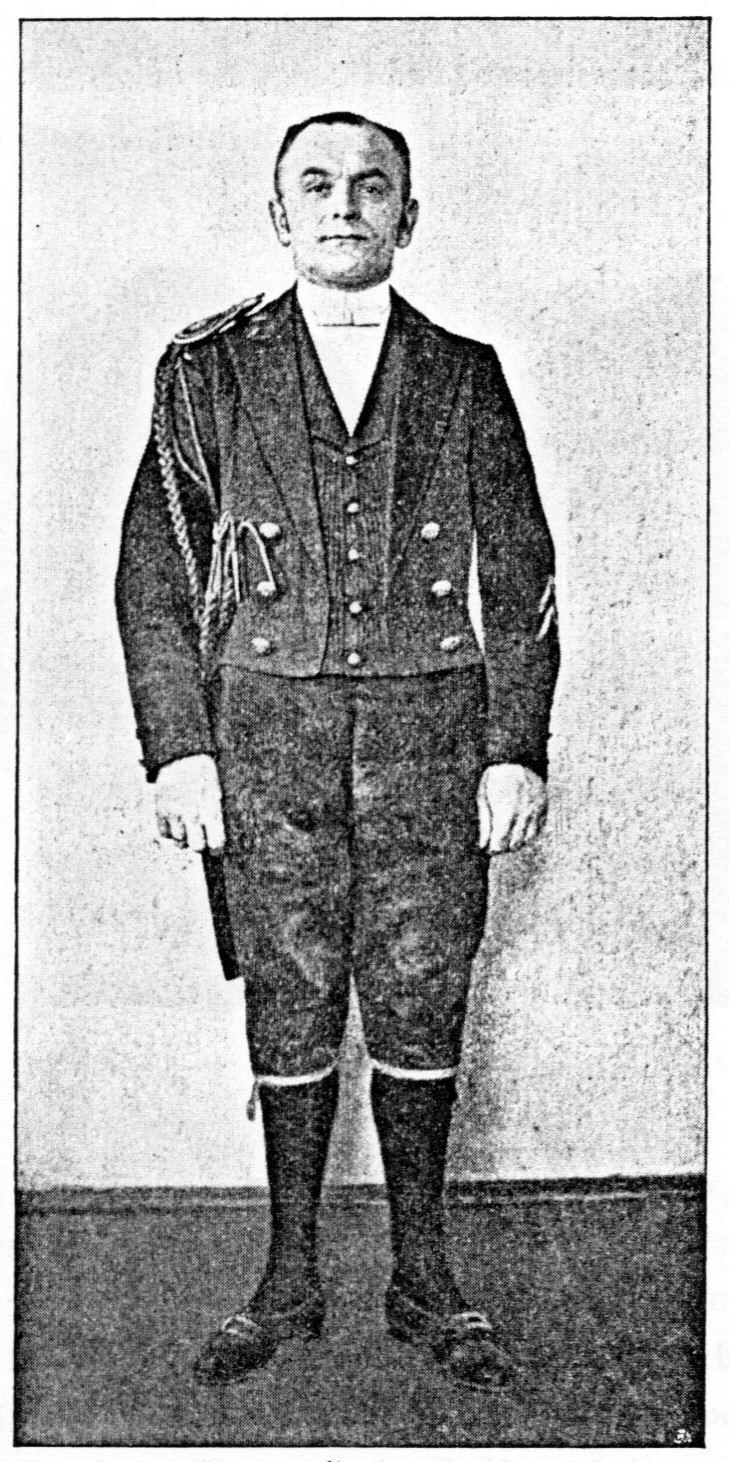
Domestique en livrée (1900)
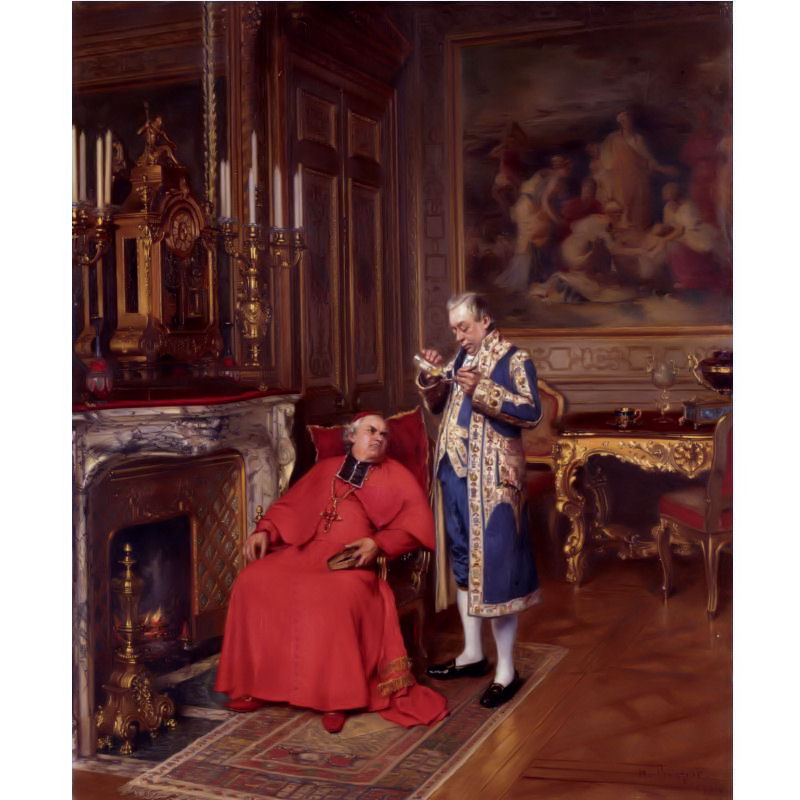
Livrée bleue
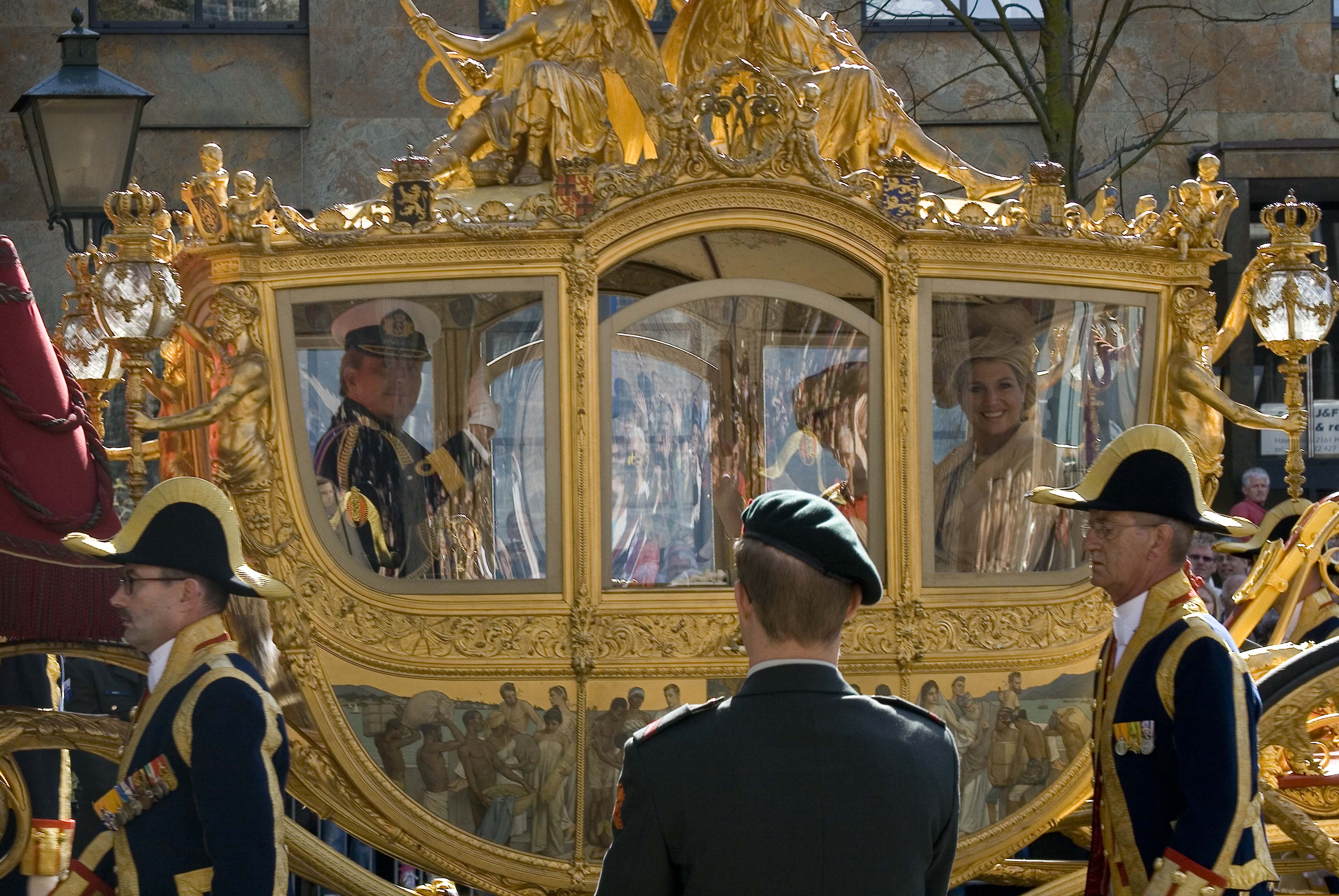
Laquais en livrée accompagnant le carrosse de la famille royale néerlandaise
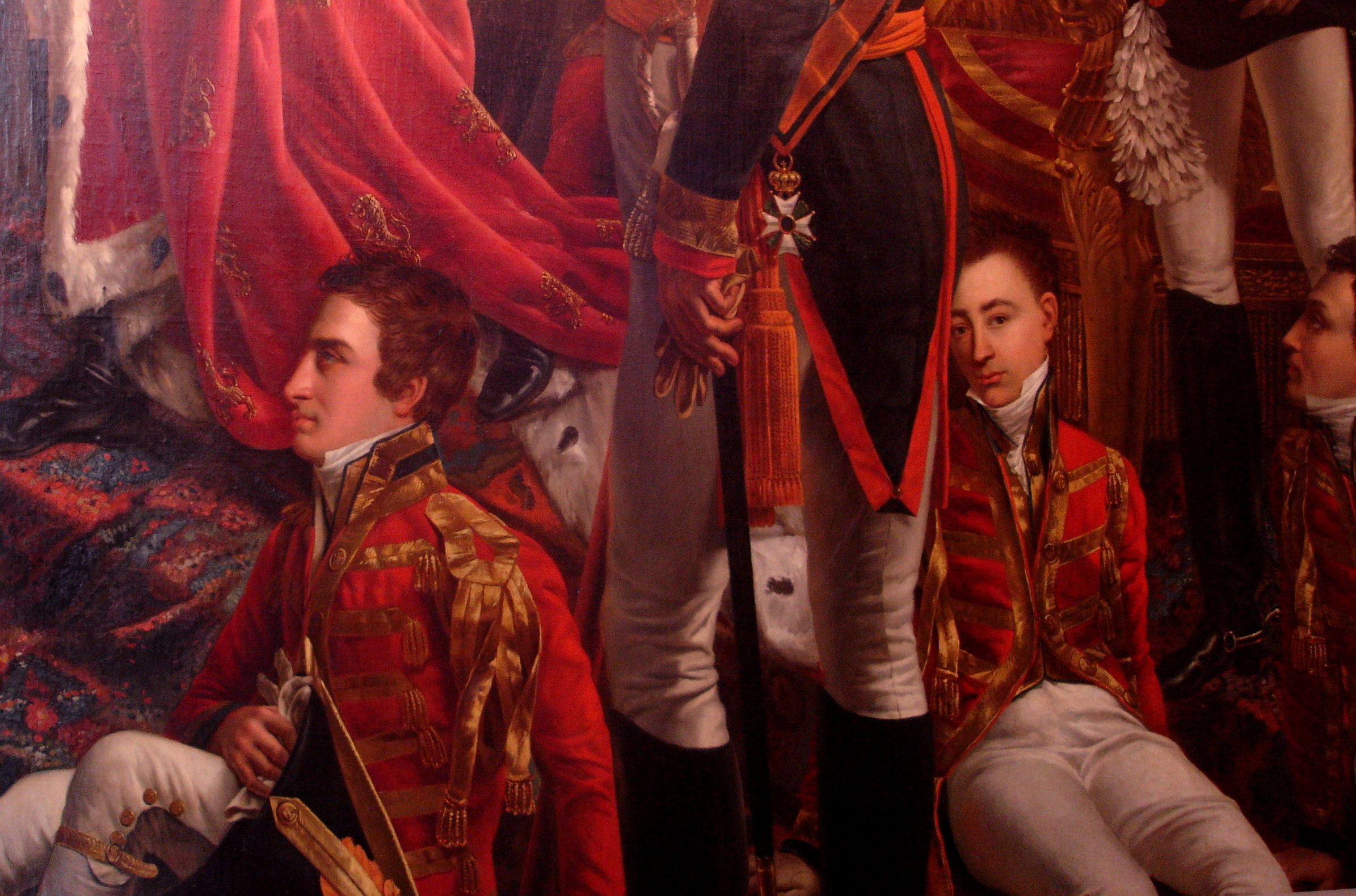
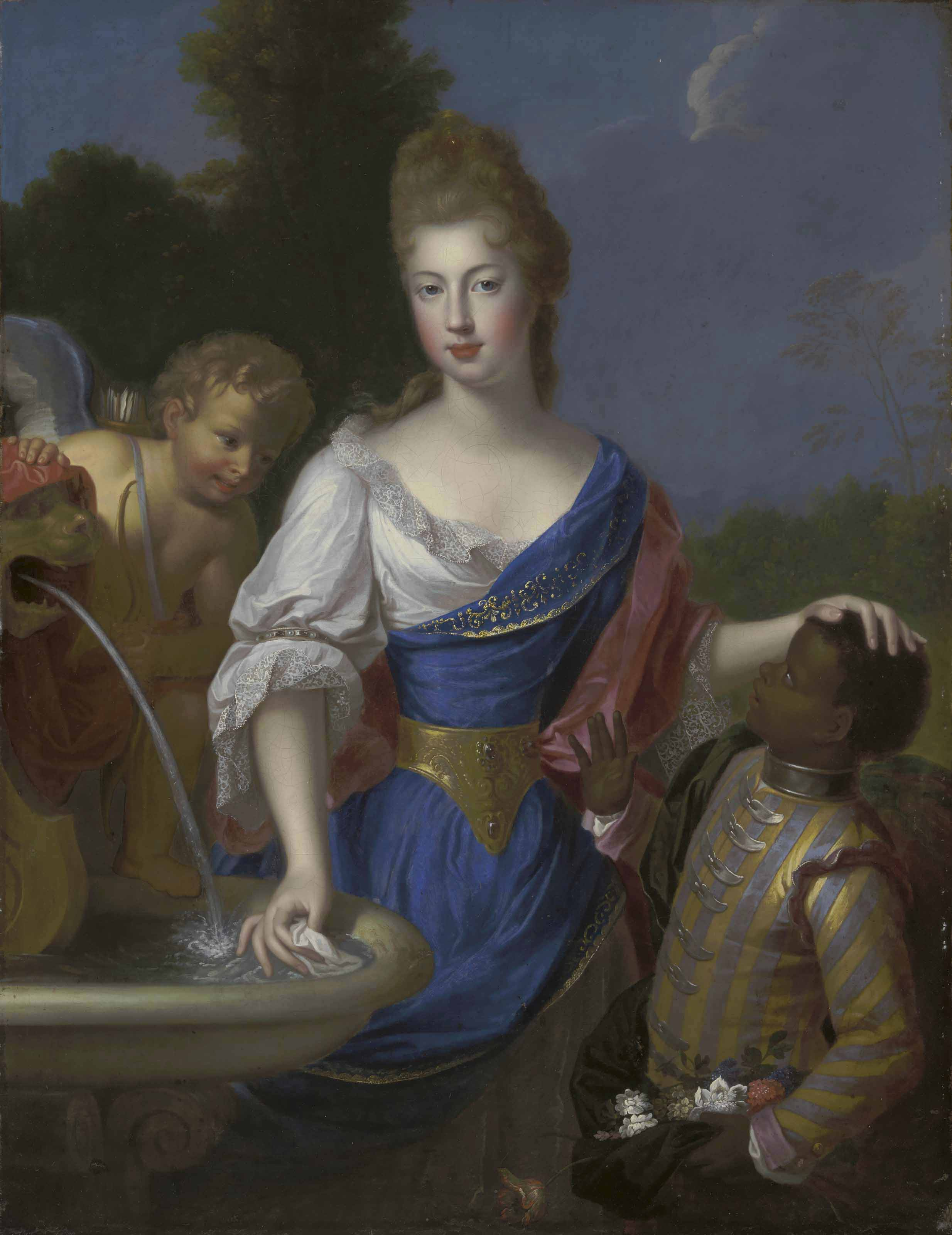
Portrait de la duchesse Louise Bernardine de Durfort de Duras (1678-1747), accompagné d'un esclave en livrée.

### Articles liés
- Livrées SNCF
- Uniforme
- Tabar